# 丁甘如
丁甘如（1917年—1995年），男，福建上杭人，中华人民共和国军事人物，中国人民解放军少将，成都军区副参谋长。